# Bruce Stanton
Pour les articles homonymes, voir Stanton.
Ronald Bruce Stanton (né le 20 décembre 1957 à Orillia, Ontario) est un homme politique canadien ; il a été député à la Chambre des communes du Canada, représentant la circonscription ontarienne de Simcoe-Nord de 2006 à 2021 sous la bannière du Parti conservateur du Canada.